# Ryusei Yamanaka
Ryusei Yamanaka (Yotsukaidō, Japón, 6 de noviembre de 2001) es un piloto japonés de motociclismo que pertenece al equipo MT Helmets-MSi de la categoría de Moto3 del Campeonato Mundial. En el año 2025 participa en la carrera del Mundial de Resistencia (EWC) de las 8 Horas de Suzuka, en el equipo Astemo Pro Honda SI Racing (corredor rojo) junto a Kohta Nozane y Kohta Arakawa. 

## Resultados

### Asia Talent Cup
(Carreras en negrita indica pole position, carreras en cursiva indica vuelta rápida)
| Año  | Moto  | 1       | 2      | 3      | 4      | 5     | 6       | 7       | 8     | 9       | 10     | 11     | 12     | Pos. | Pts. |
| ---- | ----- | ------- | ------ | ------ | ------ | ----- | ------- | ------- | ----- | ------- | ------ | ------ | ------ | ---- | ---- |
| 2015 | Honda | THA Ret | THA 15 | QAT 15 | QAT 15 | MAL 9 | MAL Ret | CHN 6   | CHN 7 | JPN Ret | JPN 9  | SEP 13 | SEP 11 | 15°  | 44   |
| 2016 | Honda | THA 3   | THA 2  | QAT 4  | QAT 5  | MAL 2 | MAL 2   | CHN Ret | CHN 5 | JPN 4   | JPN 2  | SEP 6  | SEP 4  | 4.°  | 167  |
| 2017 | Honda | THA 3   | THA 2  | QAT NC | QAT 2  | SUZ 4 | SUZ 14  | MAL 5   | MAL 3 | JPN 1   | JPN NC | SEP 6  | SEP 6  | 4.°  | 143  |

### Red Bull MotoGP Rookies Cup
(Carreras en negrita indica pole position, carreras en cursiva indica vuelta rápida)
| Temp. | 1       | 2     | 3      | 4     | 5       | 6     | 7     | 8     | 9     | 10    | 11      | 12    | 13    | Pos. | Pts. |
| ----- | ------- | ----- | ------ | ----- | ------- | ----- | ----- | ----- | ----- | ----- | ------- | ----- | ----- | ---- | ---- |
| 2017  | JER Ret | JER 6 | ASS 10 | ASS 6 | SAC 9   | SAC 5 | BRN 5 | BRN 3 | RBR 3 | RBR 4 | MIS Ret | ARA 7 | ARA 4 | 6.º  | 122  |
| 2018  | JER 6   | JER 5 | MUG 9  | ASS 3 | ASS Ret | SAC 3 | SAC 6 | RBR 1 | RBR 7 | MIS 4 | ARA 8   | ARA 3 |       | 6.°  | 141  |

### Campeonato Mundial de Resistencia  - EWC (Endurance World Championship)[3]
2025. Suzuka 8 Horas.

### Campeonato del Mundo de Motociclismo
Sistema de puntuación de 1993 hasta 2022:
| Posición | 1.º | 2.º | 3.º | 4.º | 5.º | 6.º | 7.º | 8.º | 9.º | 10.º | 11.º | 12.º | 13.º | 14.º | 15.º |
| Puntos   | 25  | 20  | 16  | 13  | 11  | 10  | 9   | 8   | 7   | 6    | 5    | 4    | 3    | 2    | 1    |

Sistema de puntuación desde 2023 en adelante:
| Posición       | 1.º | 2.º | 3.º | 4.º | 5.º | 6.º | 7.º | 8.º | 9.º | 10.º | 11.º | 12.º | 13.º | 14.º | 15.º |
| Puntos         | 25  | 20  | 16  | 13  | 11  | 10  | 9   | 8   | 7   | 6    | 5    | 4    | 3    | 2    | 1    |
| Carrera sprint | 12  | 9   | 7   | 6   | 5   | 4   | 3   | 2   | 1   |      |      |      |      |      |      |

#### Por temporada
| Temp. | Cat.  | Moto    | Equipo               | Carreras | Victorias | Podios | Poles | V.Ráp. | Pts. | Pos. |
| ----- | ----- | ------- | -------------------- | -------- | --------- | ------ | ----- | ------ | ---- | ---- |
| 2019  | Moto3 | Honda   | Estrella Galicia 0,0 | 4        | 0         | 0      | 0     | 0      | 8    | 29.º |
| 2020  | Moto3 | Honda   | Estrella Galicia 0,0 | 15       | 0         | 0      | 0     | 1      | 14   | 24.º |
| 2021  | Moto3 | KTM     | Prüstel GP           | 16       | 0         | 0      | 0     | 0      | 47   | 20.° |
| 2022  | Moto3 | KTM     | MT Helmets-MSi       | 20       | 0         | 0      | 0     | 0      | 94   | 12.º |
| 2023  | Moto3 | Gas Gas | Gas Gas Aspar Team   | 20       | 0         | 0      | 0     | 1      | 84   | 13.º |
| 2024  | Moto3 | KTM     | MT Helmets-MSi       | 20       | 0         | 1      | 0     | 1      | 131  | 11.° |
| 2025  | Moto3 | KTM     | MT Helmets-MSi       |          | 0         | 1      | 1     | 0      | *    | *    |
| Total | Total | Total   | Total                | 95       | 0         | 2      | 1     | 3      | 378  |      |

- * Temporada en curso.

#### Carreras por año
| Año  | Cat.  | Moto    | 1       | 2       | 3      | 4      | 5      | 6       | 7      | 8      | 9      | 10      | 11      | 12     | 13     | 14     | 15      | 16     | 17     | 18      | 19     | 20     | 21  | 22  | Pos. | Pts. |
| ---- | ----- | ------- | ------- | ------- | ------ | ------ | ------ | ------- | ------ | ------ | ------ | ------- | ------- | ------ | ------ | ------ | ------- | ------ | ------ | ------- | ------ | ------ | --- | --- | ---- | ---- |
| 2019 | Moto3 | Honda   | QAT 20  | ARG     | AME    | SPA    | FRA    | ITA 17  | CAT 9  | NED    | GER    | CZE     | AUT     | GBR    | RSM    | ARA    | THA     | JPN 15 | AUS    | MAL     | VAL    |        |     |     | 29.º | 8    |
| 2020 | Moto3 | Honda   | QAT 20  | SPA 16  | AND 9  | CZE 17 | AUT 24 | EST 15  | RSM 12 | ERM 20 | CAT 15 | FRA 18  | ARA 24  | TER 23 | EUR 16 | VAL 15 | POR 17  |        |        |         |        |        |     |     | 24.º | 14   |
| 2021 | Moto3 | KTM     | QAT 14  | DOH 8   | POR 10 | SPA 10 | FRA 12 | ITA DNS | CAT 14 | GER 18 | NED 17 | EST 7   | AUT DNS | GBR 23 | ARA 11 | RSM 17 | AME 22  | ERM 11 | ALG 21 | VAL 19  |        |        |     |     | 20.º | 47   |
| 2022 | Moto3 | KTM     | QAT 9   | INA 11  | ARG 12 | AME 17 | POR 21 | SPA 8   | FRA 8  | ITA 5  | CAT 21 | GER Ret | NED 8   | GBR 8  | AUT 13 | RSM 13 | ARA Ret | JPN 8  | THA 10 | AUS Ret | MAL 8  | VAL 9  |     |     | 12.º | 94   |
| 2023 | Moto3 | Gas Gas | POR 16  | ARG 9   | AME 9  | SPA 25 | FRA 5  | ITA 15  | GER 8  | NED 15 | GBR 15 | AUT 7   | CAT 9   | RSM 14 | IND 15 | JPN 9  | INA 15  | AUS 15 | THA 9  | MAL 9   | QAT 21 | VAL 10 |     |     | 13.º | 84   |
| 2024 | Moto3 | KTM     | QAT Ret | POR Ret | AME 4  | SPA 4  | FRA 7  | CAT 11  | ITA 3  | NED 10 | GER 6  | GBR 6   | AUT 13  | ARA 19 | RSM 17 | ERM 15 | INA 17  | JPN 6  | AUS 6  | THA 11  | MAL 7  | SLD 5  |     |     | 11.º | 131  |
| 2025 | Moto3 | KTM     | THA Ret | ARG 9   | AME 19 | QAT 3  | SPA 5  | FRA Ret | GBR 8  | ARA 9  | ITA 10 | NED 11  | GER 15  | CZE 9  | AUT 2  | HUN    | CAT     | RSM    | JPN    | INA     | AUS    | MAL    | POR | VAL | 7.º  | 88   |

| Color     | Resultado                                                               |
| --------- | ----------------------------------------------------------------------- |
| Oro       | Ganador                                                                 |
| Plata     | 2.ª plaza                                                               |
| Bronce    | 3.ª plaza                                                               |
| Verde     | Finalizó en los puntos                                                  |
| Azul      | Finalizó sin puntos                                                     |
| Azul      | NC - No clasificado                                                     |
| Violeta   | Ret - No terminó (Carrera)                                              |
| Rojo      | DNQ - No se clasificó                                                   |
| Negro     | DSQ - Descalificado                                                     |
| Blanco    | DNS - No empezó (carrera)                                               |
| Blanco    | WD - Retirado (fin de semana)                                           |
| Blanco    | C - Carrera cancelada                                                   |
| Sin color | DNP - Inscrito pero no participó                                        |
| Sin color | INJ - Lesionado                                                         |
| Sin color | EX - Excluido                                                           |
| Estado    | Resultado                                                               |
| Negrita   | Pole position                                                           |
| Cursiva   | Vuelta rápida                                                           |
| x         | Posición en carrera sprint                                              |
| †         | Abandona, pero clasifica al completar el porcentaje requerido para ello |